# 大和田国男
大和田 国男（おおわだ くにお、1919年12月3日 - 2003年3月24日）は、日本の技術者、実業家。不二越代表取締役社長や、日本プラントメンテナンス協会会長などを務めた。

## 人物・経歴
東京府北豊島郡滝野川町（現東京都北区）生まれ。旧制小学校を首席で卒業後、東京府立化学工業学校（のちの東京都立化学工業高等学校）を経て、1941年に横浜高等工業学校（のちの横浜国立大学理工学部）機械科卒業。同年東京工業大学機械工学科へ進学。
東京工業大学在学中に海軍学生となり、1943年に大学を繰り上げ卒業後、豊川海軍工廠機銃部配属。九九式二〇ミリ機銃、五式三十粍固定機銃などを担当し、大日本帝国海軍技術大尉として日本の降伏時を迎えた。
大学同期の井村賢から、父井村荒喜が創業した不二越に来るよう誘われ、1946年不二越工具技術係長に就任。1958年不二越技師長。1961年不二越取締役。1965年不二越常務取締役。1966年日本工具工業会理事長。1979年藍綬褒章受章。同年から不二越取締役社長を務めた。大野耐一のトヨタ生産方式を導入し、デミング賞を受賞した。1980年東京工業大学工学博士。
1982年度白星会会長。1990年日本プラントメンテナンス協会会長、日本産業広告協会会長。1992年蔵前工業会理事長。1993年不二越相談役最高顧問。日本ベアリング工業会会長、日本設備管理学会会長、富山県経営者協会会長、日本工業大学工業技術博物館後援会長なども歴任した。
2003年3月24日午後5時20分、敗血症のため東京都文京区の病院で死去。83歳没。

## 著書
- 『世界かけある記 : ドクター社長の思い出』エヌデー出版 1990年
- 『工具業界に限りなき愛をこめて : 日本の機械工具の生い立ちとその発達史』商工経済新聞社出版部 1994年
- 『モノづくりよ永遠なれ : 技術屋社長の回顧録』日本プラントメンテナンス協会 2000年